# Dụ ngôn Người làm công trong vườn nho

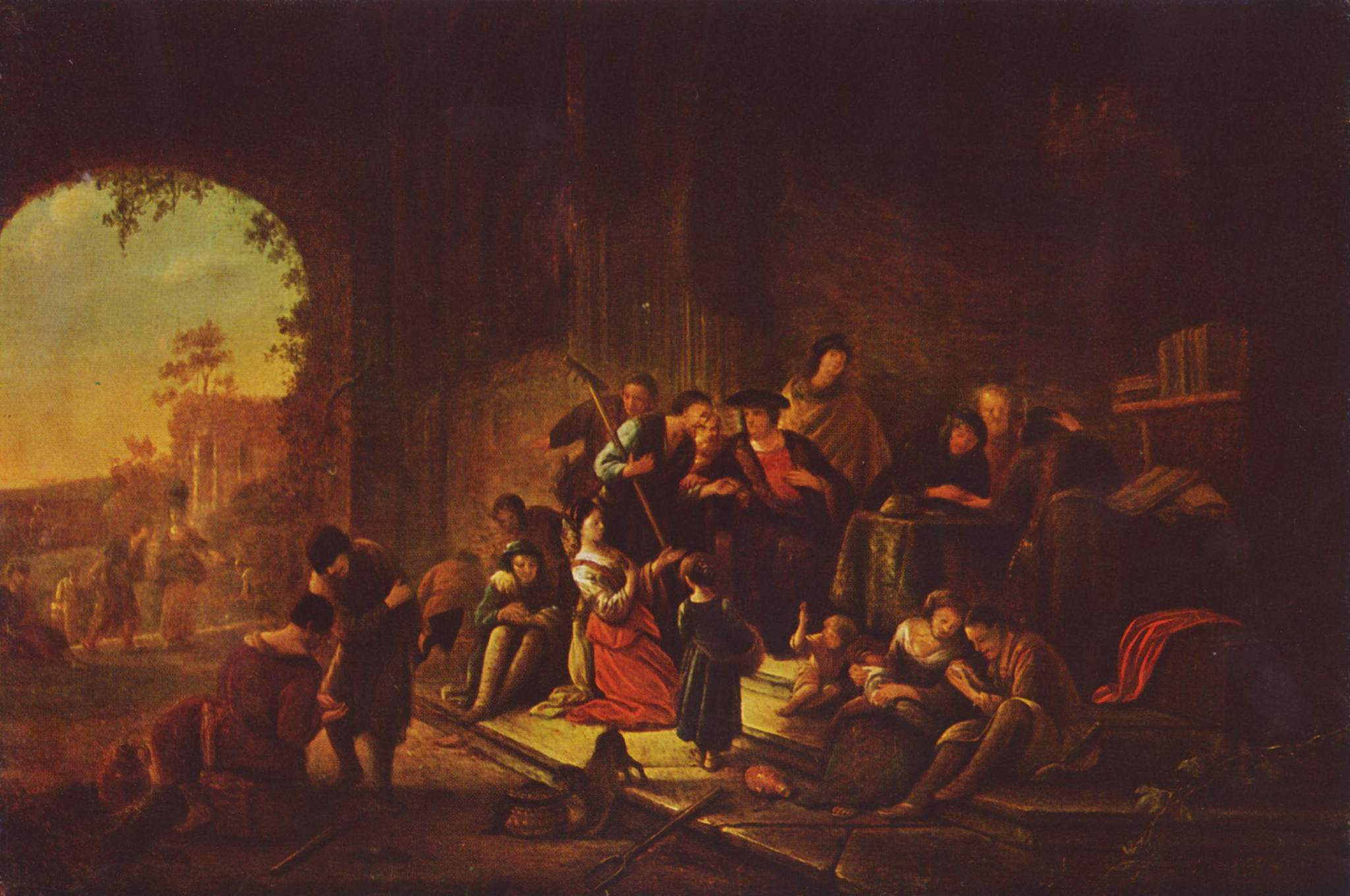
Người làm công trong vườn nho
tranh gỗ của Jacob Willemszoon de Wet, thế kỷ 17

Người làm công trong Vườn nho là một dụ ngôn của Chúa Giê-xu được ký thuật trong Phúc âm Matthew. Qua dụ ngôn này, Chúa Giê-xu cho biết bất cứ người làm công nào chấp nhận lời đề nghị vào Vườn Nho, dù là ở những thời khắc cuối cùng trong ngày, cũng sẽ nhận lãnh phần thưởng ngang bằng những người đã trung tín làm việc trong thời gian lâu hơn. Dụ ngôn này thường vẫn được hiểu là không có sự phân biệt giữa những người đã chịu lễ báp têm (rửa tội) sớm trong đời mình với những người chỉ nhận thánh lễ trong những ngày cuối đời. Tuy nhiên, chuyện kể này của Chúa Giê-xu nên được hiểu như một sự gợi mở tâm trí dẫn đến những điều sâu nhiệm hơn là những chi tiết trên bề mặt câu chuyện.

## Luận giải
Đơ-ni-ê là đồng tiền đúc bằng bạc được sử dụng trong thời Đế quốc La Mã. Giờ làm việc bắt đầu vào lúc 6 giờ sáng, như vậy giờ thứ mười một là khoảng 4 hoặc 5 giờ chiều. Người làm công đa phần là người nghèo nhận những công việc thời vụ trong mùa thu hoạch, họ cần tiền để đắp đổi qua ngày. Cựu Ước cũng khuyên dạy những người thuê mướn họ:
Không được ức hiếp người làm thuê nghèo khó và bần cùng, dù người đó là anh em mình hay là ngoại kiều tạm cư trong xứ và trong thành của anh em. Phải thanh toán tiền công cho người ấy mỗi ngày, trước khi mặt trời lặn, vì người ấy vốn nghèo khó chỉ còn biết trông chờ vào đó. Nếu không, người ấy sẽ kêu van Đức Giê-hô-va về anh em và anh em phải mắc tội. — Phục truyền luật lệ ký 24: 14 – 15
Câu chuyện lấy bối cảnh trong cuộc sống hằng ngày nhưng ngụ ý về Vương quốc Thiên đàng. Vườn nho biểu trưng cho hội thánh, chủ vườn là Chúa. Những người làm công biểu trưng cho những người đáp lời kêu gọi của Chúa, thời gian trong ngày là đời người, và tiền công là sự sống vĩnh cửu. Sự kêu gọi đến với mỗi người vào những thời điểm khác nhau trong suốt cuộc đời. Một số đáp lời sớm, một số trễ hơn, và số khác chỉ đáp lời lúc cuối đời. Nhưng bất cứ ai chấp nhận lời mời đều sẽ được hưởng sự sống đời đời.
Thông điệp của dụ ngôn này thật rõ ràng. Trong khi chúng ta vẫn mặc định rằng người làm việc khó nhọc hơn xứng đáng với tiền công lớn hơn, thì người chủ vườn nho hành động ngược lại; do đó một số người xem đó là không công bằng. Nhưng chủ vườn bảo với họ rằng không ai bị xử tệ cả, bởi vì họ đã đồng ý với chủ vườn về số tiền họ sẽ nhận cho ngày làm việc của họ (một đơ-ni-ê cho một ngày công là tiền lương khá hậu hĩnh vào thời đó). Ông cũng bảo cho họ biết ông đang sử dụng tài sản của ông theo ý ông muốn. Luật lệ trên Vương quốc Thiên đàng là do Thiên Chúa thiết lập: sự cứu rỗi dành cho loài người hoàn toàn phụ thuộc vào ân điển của Ngài, không do công đức hoặc nỗ lực hoặc nếp sống khổ hạnh của bất cứ ai, bởi vì không ai có thể đáp ứng những chuẩn mực đạo đức của đấng chí thánh.

Ai là người làm công được nhận vào giờ thứ mười một? Có thể là những người tiếp nhận ân điển lúc lâm chung, cũng có thể là những kẻ bị rẻ rúng dưới mắt những tín đồ lâu năm luôn sốt sắng trong các bổn phận tôn giáo. Nhưng chớ vội vàng kết luận. Trong ý nghĩa sâu xa hơn, tất cả chúng ta đều là người làm công giờ thứ mười một, và chúng ta đều được Chúa mời vào vương quốc của ngài cách vinh dự. Vì vậy, không cần phải đoán định ai là người làm công giờ thứ mười một. Thông điệp của dụ ngôn là chúng ta được cứu rỗi chỉ bởi ân điển của Thiên Chúa, không bởi những gì chúng ta có.
Phản ứng của một vài người trong số những người làm công trong vườn nho đối với điều họ cho là bất công, biểu trưng cho sự tự mãn thuộc linh thường dễ nhận thấy trong vòng những tín hữu lâu năm. Họ tin rằng phần thưởng dành cho họ phải tương xứng với thời gian họ phụng sự Thiên Chúa. Đó là kết quả của cách suy nghĩ cho rằng sự cứu rỗi đến từ công đức, và đó là điều mà dụ ngôn này muốn bác bỏ.